# Jaipur
Jaipur (hindi e rajasthani: जयपुर, urdu: جے پور), raramente citata in italiano come Giaipur, è una suddivisione dell'India, classificata come corporazione municipale, di 4.007.505 abitanti, capoluogo del distretto di Jaipur e della divisione di Jaipur, nello stato federato del Rajasthan. In base al numero di abitanti la città rientra nella classe I (da 100.000 persone in su).

## Geografia fisica
La città è situata a 26° 55' 0 N e 75° 49' 0 E e ha un'altitudine di 431 m s.l.m..

## Storia
Fondata nel 1728 dal Maharaja Sawai Jai Singh II, è famosa anche con il nome di "città rosa", per il colore predominante delle sue abitazioni.
La città è stata costruita con concezioni moderne; ha infatti una planimetria reticolare con ampi viali alberati.
Numerosi sono i bazar ed i mercati suddivisi a seconda delle varie e molteplici attività artigianali. Per citarne alcune: gioielli, pietre preziose, smalti, stoffe sia stampate che intessute, oggetti intagliati.

## Monumenti e luoghi d'interesse

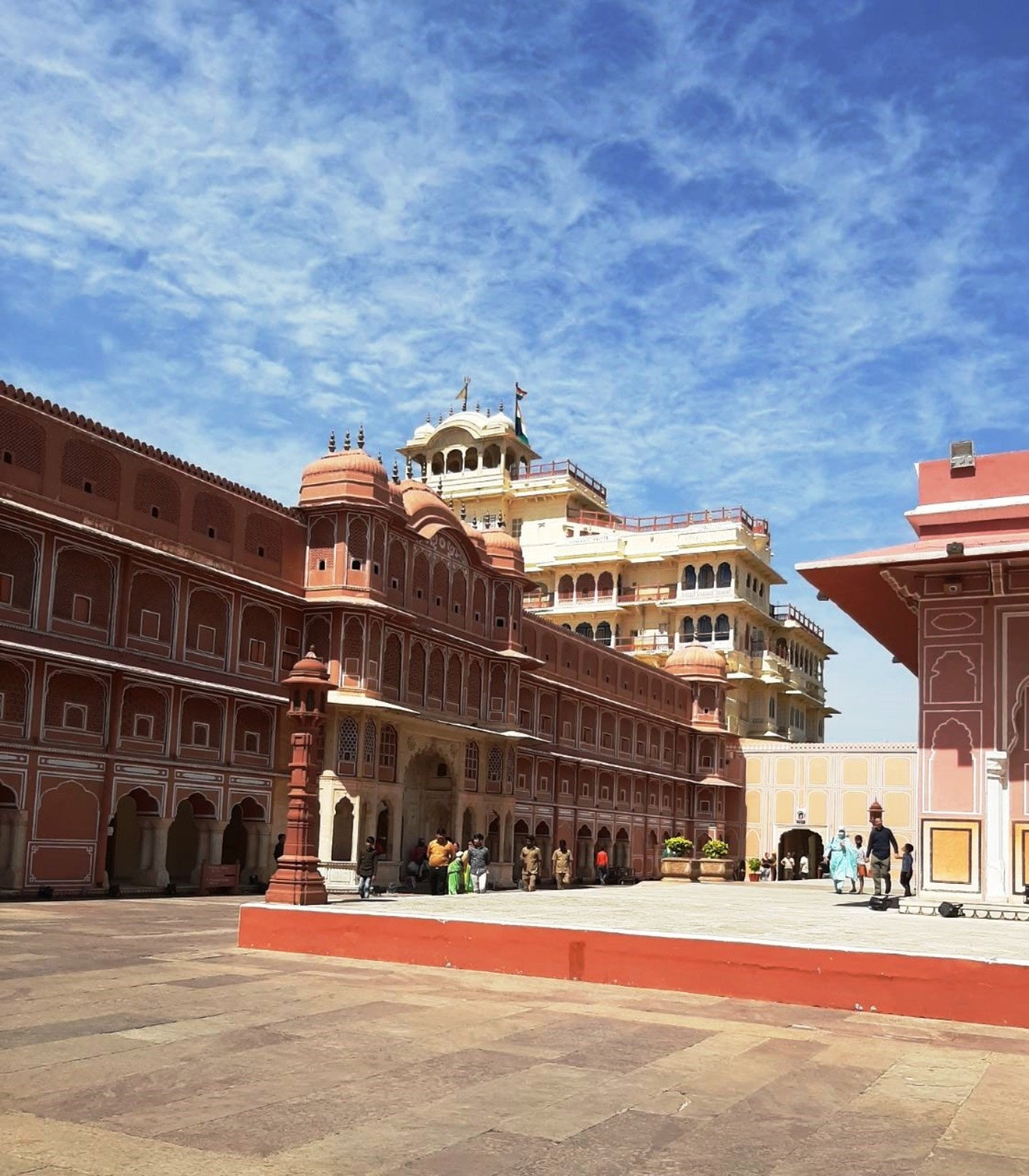
Uno dei palazzi di Jaipur

La città è ricca di monumenti, alcuni dei quali molto belli. Il più strano è il Jantar Mantar che altro non è che un osservatorio astronomico all'aria aperta i cui enormi strumenti astronomici sono costruiti in pietra. Da segnalare l'Hawa Mahal (comunemente chiamato Palazzo dei Venti): costruito nel 1799, è un palazzo di cinque piani la cui facciata, in Arenaria rosa, comprende 953 fra nicchie e finestre, tutte finemente lavorate a merletto. Serviva da osservatorio dal quale le donne di corte, non viste, potevano assistere alla vita della città.

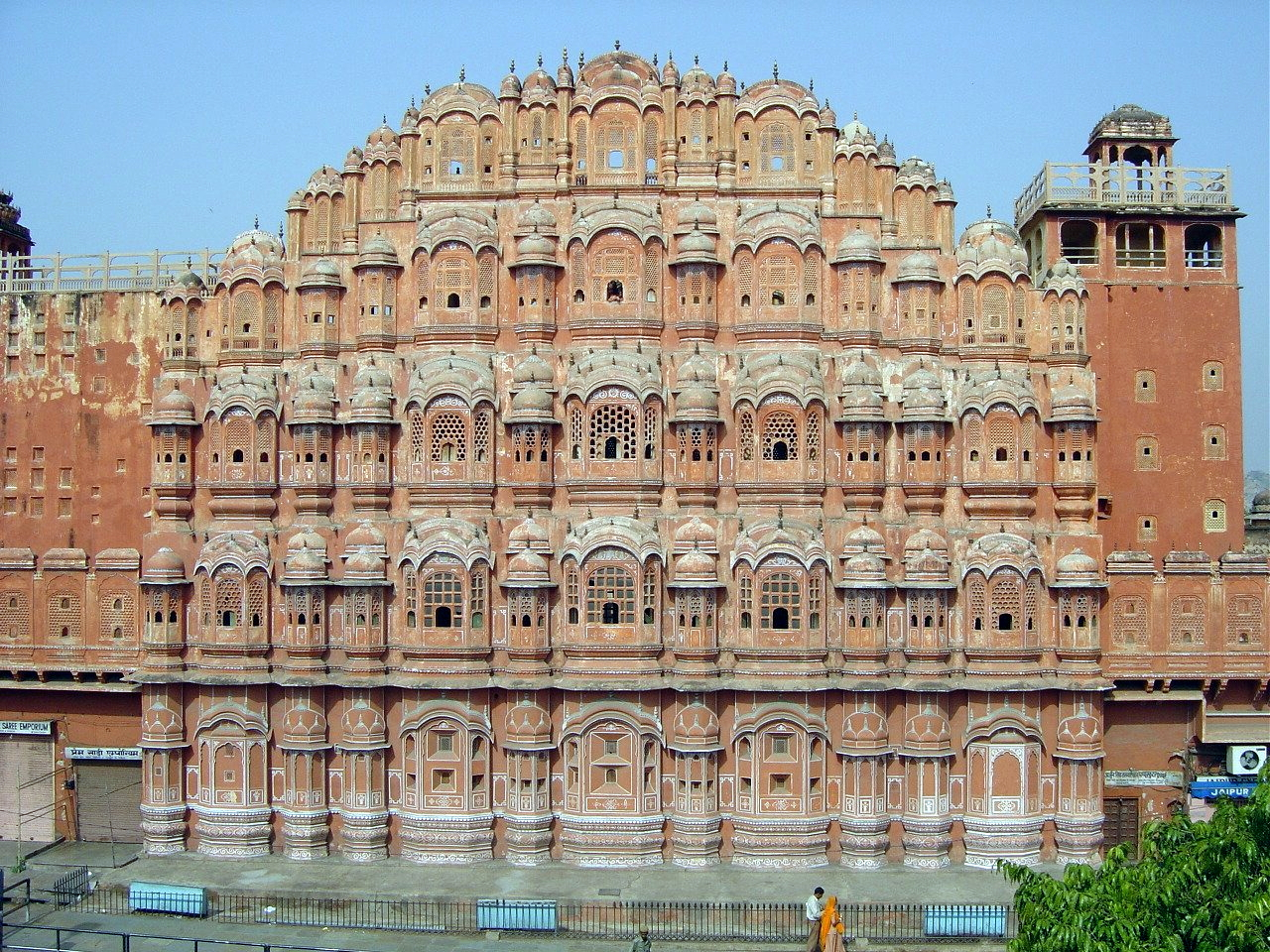
Jaipur - "Hava Mahal" Palazzo dei venti

Nelle vicinanze della città di Jaipur, su un'altura, sorge il Forte Amber (la cui costruzione iniziò nel 1592) che ha una facciata solenne ed austera, mentre gli interni sono fastosi, eleganti e raffinati.
I turisti vengono fatti salire, sui ripidi bastioni, a dorso d'elefante, alla maggior parte dei quali gli uomini dipingono la proboscide.
Scenografica la terrazza d'entrata, di un bianco accecante. Questa terrazza, nella parte che guarda la gola, è coperta da una fila di colonne con capitelli a forma di elefante.
Le pareti ed il soffitto sono finemente lavorati a specchio, mentre finestre intarsiate si aprono sul lago sottostante.
Il Palazzo di Jaipur (City Palace), tuttora residenza del Maharaja di Jaipur, è un enorme e complesso palazzo con numerosi cortili, due musei ed un'armeria.

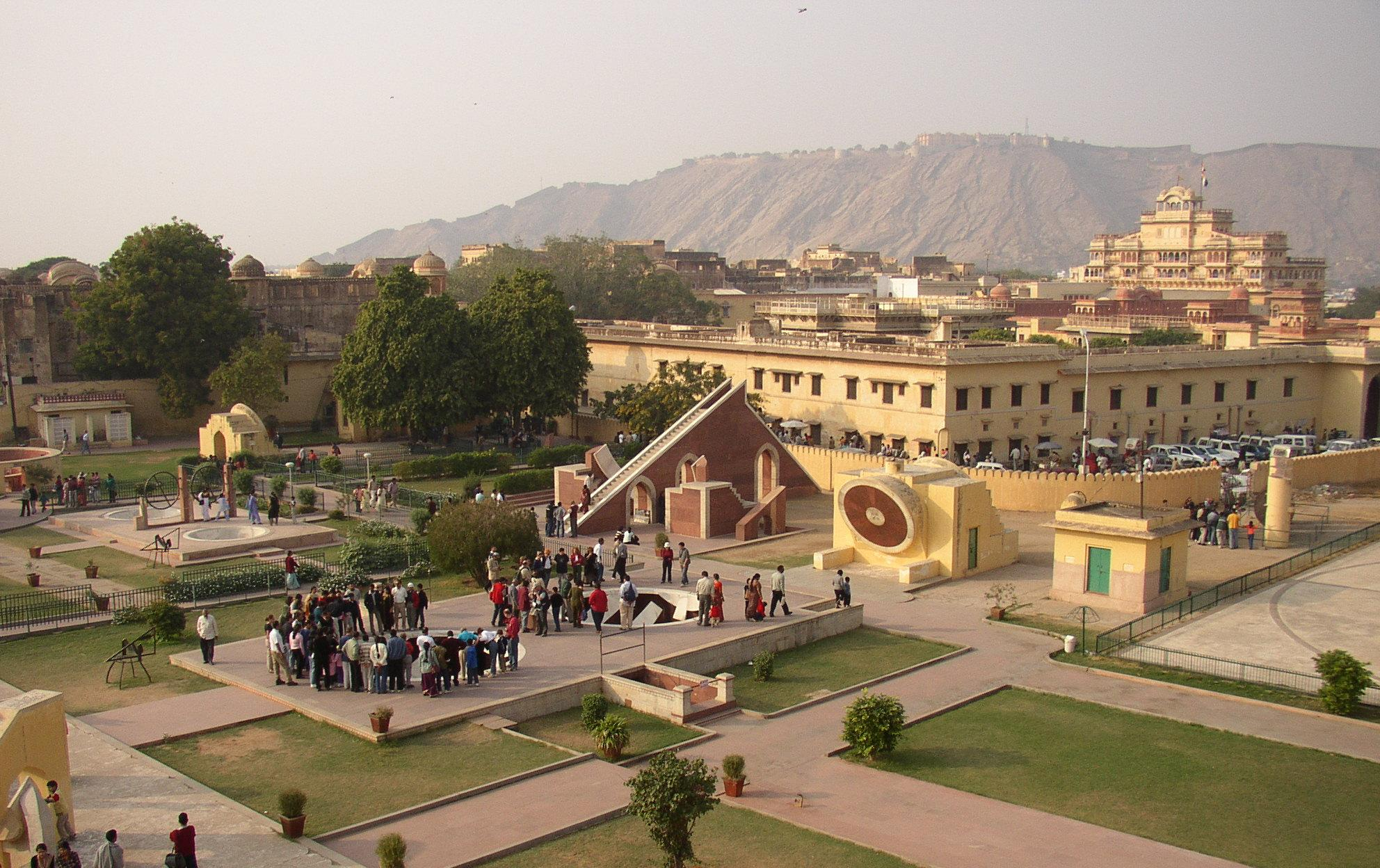
Jantar Mantar.

Il cortile più famoso è il Pritam Niwas Chowk, comunemente conosciuto come Cortile del Pavone.
Notevoli le quattro porte, finemente lavorate, con rappresentazioni delle quattro stagioni.
Poco distante dalla città sorge invece Manar Fort, dal quale in una giornata limpida è possibile ammirare il panorama dell'intera città.

## Società

### Evoluzione demografica
Al censimento del 2001 la popolazione di Jaipur assommava a 2.324.319 persone, delle quali 1.239.711 maschi e 1.084.608 femmine. I bambini di età inferiore o uguale ai sei anni assommavano a 340.298, dei quali 180.987 maschi e 159.311 femmine. Infine, coloro che erano in grado di saper almeno leggere e scrivere erano 1.560.449, dei quali 920.693 maschi e 639.756 femmine.

## Amministrazione

### Gemellaggi
- Lagos